# Schärfe (Psychoakustik)
Die Schärfe als wesentliche Komponente der Klangfarbe ist eine Empfindungsgröße der Psychoakustik. Sie kann aus den Ergebnissen von Experimenten abgeleitet werden, bei denen Versuchspersonen Geräusche reproduzierbar längs einer Skala von stumpf bis scharf anordnen – unabhängig von Tonhöhe, Lautheit und Rauhigkeit.
Die Schärfe wird in der Maßeinheit Acum gemessen.

## In der Ton- und Aufnahmetechnik
Die Schärfe eines Klangs wird akustisch durch die Einhüllende des Klangspektrums charakterisiert. Dabei ist es unerheblich, ob das Spektrum geräuschhaft kontinuierlich ist oder aus diskreten, also z. B. harmonischen Komponenten besteht.
Die Schärfe steigt
- bei einem schmalbandigen Klangspektrum mit der Mittenfrequenz
- bei einer nur einseitigen Bandbegrenzung mit der unteren bzw. – wesentlich stärker – mit der oberen Grenzfrequenz.

Außer den Grenzfrequenzen hat die Form der Einhüllenden einen Einfluss auf die Klangschärfe.

## Normentwurf
Im Normentwurf 04-2008 der DIN 45692 „Messtechnische Simulation der Hörempfindung Schärfe“ werden folgende Themen behandelt:
- Anwendungsbereich
- normative Verweisungen
- Begriffe
- Symbole und Abkürzungen
- Bestimmung der Schärfe
- Allgemeines
- Berechnung (zur quantitativen Bestimmung der Schärfe)
- Prüfverfahren (für entsprechende Messeinrichtungen)
- Prüfsignale
- weitere Verfahren zur Bestimmung der Schärfe.